# Areca triandra
Cau rừng hay cau tam hùng (danh pháp khoa học: Areca triandra) là loài thực vật có hoa thuộc họ Arecaceae. Loài này được Francis Buchanan-Hamilton công bố chính thức lần đầu tiên năm 1826 dựa theo mô tả trước đó của William Roxburgh.

## Hình ảnh

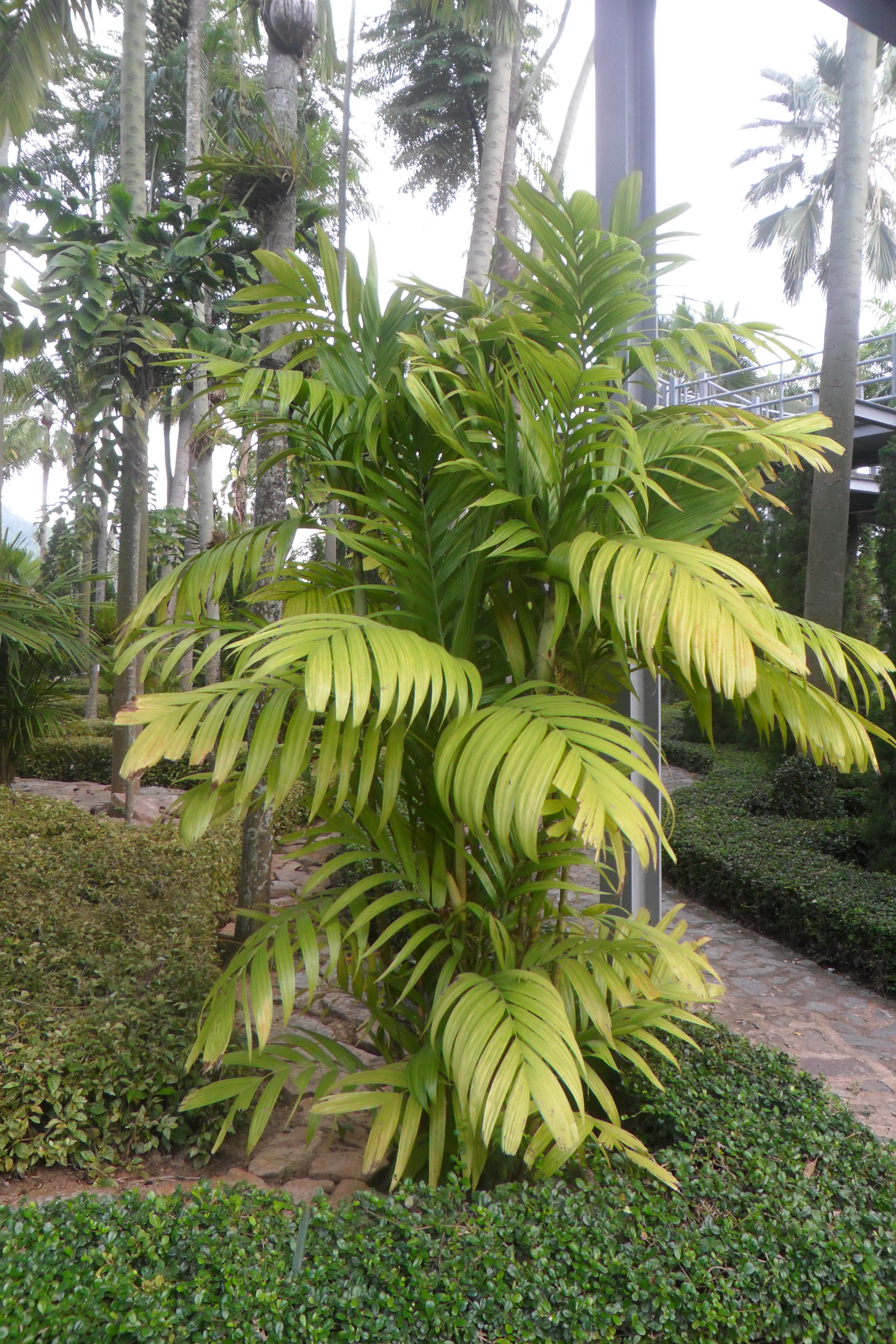